# Mercedes-Benz Atego
Mercedes-Benz Atego je řada lehkých nákladních vozidel s celkovou hmotností 6,5 až 16 t. Pohonnou jednotku tvoří čtyř a šesti válcové řadové motory. Vozidlo je standardně nabízeno se čtyřmi velikostmi kabin: krátká kabina S, prodloužená kabina S (+ 180 mm), dlouhá kabina L a dlouhá vysoká kabina L. Podvozky Atego jsou vyráběny jako dvouosé, s pohonem zadní nápravy tzv. 4×2 nebo s pohonem obou náprav tzv. 4×4. 
Vozidla řady Atego se vyrábějí od roku 1998, kdy nahradily vozy Mercedes-Benz LK. Atego získalo v letech 1999 a 2011 titul Truck of the Year. V roce 2004 proběhl facelift a koncem roku 2012 se objevila druhá generace, New Atego, už s motory splňujícími emisní předpis Euro-6. V České republice se tyto vozy nabízejí od roku 2013. 

## Premiéra (1998)

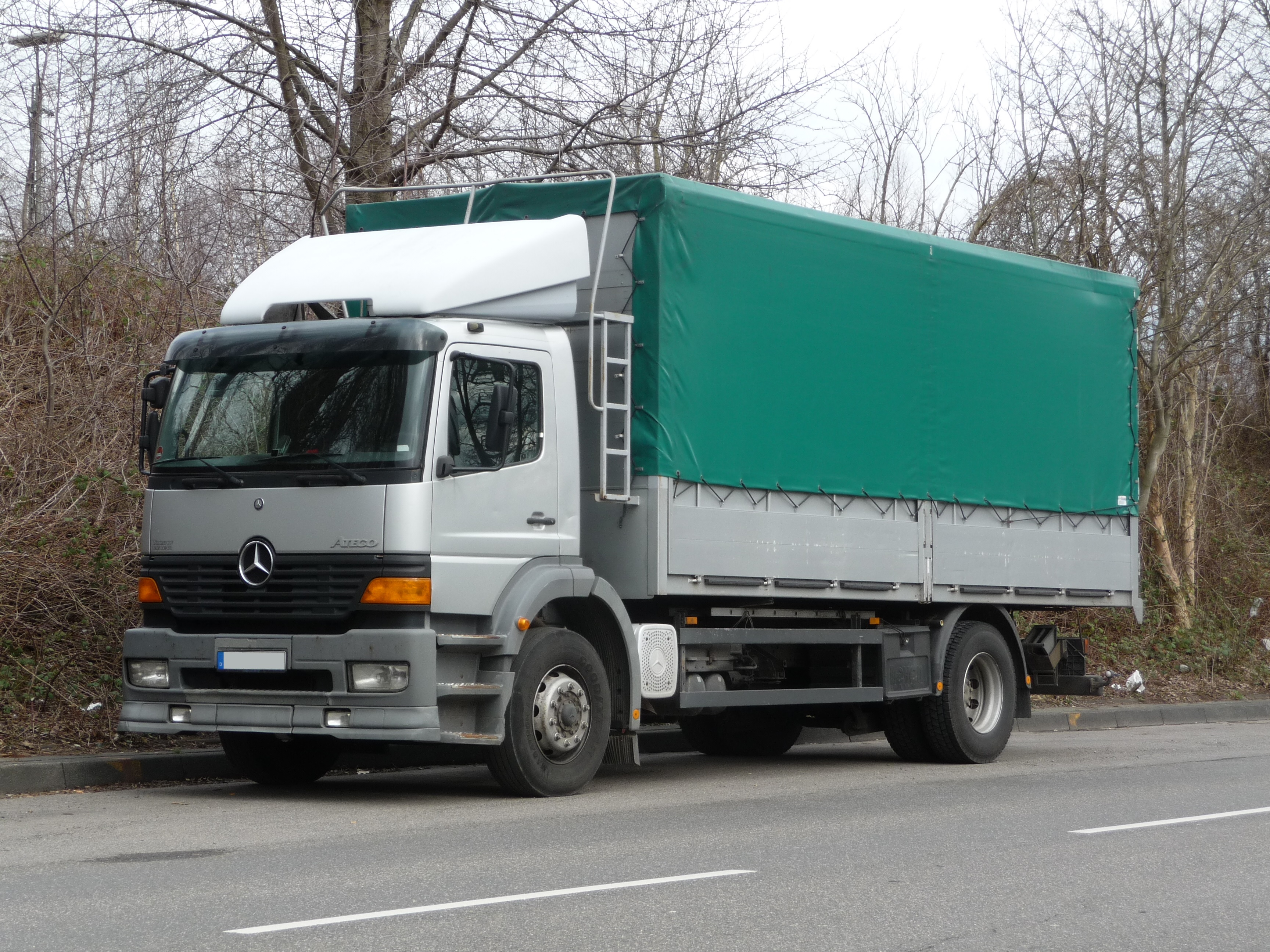
„Těžké“ Atego

Po celkem 14 letech výroby modelu Mercedes-Benz LK bylo v roce 1998 představeno jako nástupce Atego. V první řadě šlo o novou řadu malých nákladních vozidel s řadovým čtyřválcovým vznětovým motorem OM 904 LA (objem 4,25 l) a řadovým šestiválcem OM 906 LA (zdvihový objem 6,37 l) o výkonu 90–205 kW (122 –279 k) a také 470–1 100 Nm. Daimler hned od začátku nabízel Atego se čtyřmi různými kabinami (S, S prodlouženou, L (1 lůžko) a L s vysokou střechou (2 lůžka)) a také s různými rozvory mezi 3 020 mm a 6 260 mm. Nechyběly ani různé typy konstrukcí jako sklápěče, valníky nebo tahače. Jako převodovky byly k dispozici typy ZF S5-42 s 5 převody, G6-60 a G85-6 s 6 převody a 12stupňová převodovka G100-12 (6stupňová základní převodovka s dělením, 1 zpátečka). Dostupné tonáže byly tyto typy: Atego 7xx (6,5 t), Atego 8xx (7,49 t), Atego 8xx (8,0 t), Atego 9xx (9,5 t), Atego 10xx (10,5 t), Atego 12xx (11,99). 13xx (13,5 t), Atego 15xx (15 t), přičemž místo dvou "x" je výkon motoru udáván v koňských silách jako desetina. Do roku 2004 bylo vyrobeno kolem 170 000 kusů vozidel.  
Der schwere Atego (těžké Atego)
Protože v roce 1998 mezi Actrosem a Ategem ještě neexistovala žádná středně velká řada (později Axor), bylo Atego k dispozici také s vyšším rámem a jako „těžký“ tahač. Speciálně pro tento typ byly v modelovém roce 2000 představeny typy Atego 1533 a 1833. Motor měly OM 926 LA, jehož zdvihový objem se zvýšil na 7,2 l zvětšením vrtání (ze 102 na 106 mm) a zdvihu (ze 130 na 136 mm) a od té doby vyvinul výkon 240 kW (326 k) a 1 300 Nm.
V modelovém roce 2001 nahradil těžkou řadu Atego model Mercedes-Benz Axor a od té doby byl zařazen do nabídky jako středně těžká řada. 

## Motory Euro5
Řadové čtyřválce:
- OM904 LA, objem 4249 cm³[1]
  - výkon 95 kW/129 HP, max. kroutící moment 500 Nm
  - výkon 115 kW/156 HP, max. kroutící moment 610 Nm
  - výkon 130 kW/177 HP, max. kroutící moment 675 Nm
- OM924 LA, objem 4820 cm³
  - výkon 160 kW/218 HP, max. kroutící moment 810 Nm

Řadový šestiválec:
- OM926 LA, objem 6374 cm³
  - výkon 175 kW/238 HP, max. kroutící moment 850 Nm
  - výkon 188 kW/256 HP, max. kroutící moment 970 Nm
  - výkon 210 kW/286 HP, max. kroutící moment 1120 Nm

## Facelift 2004

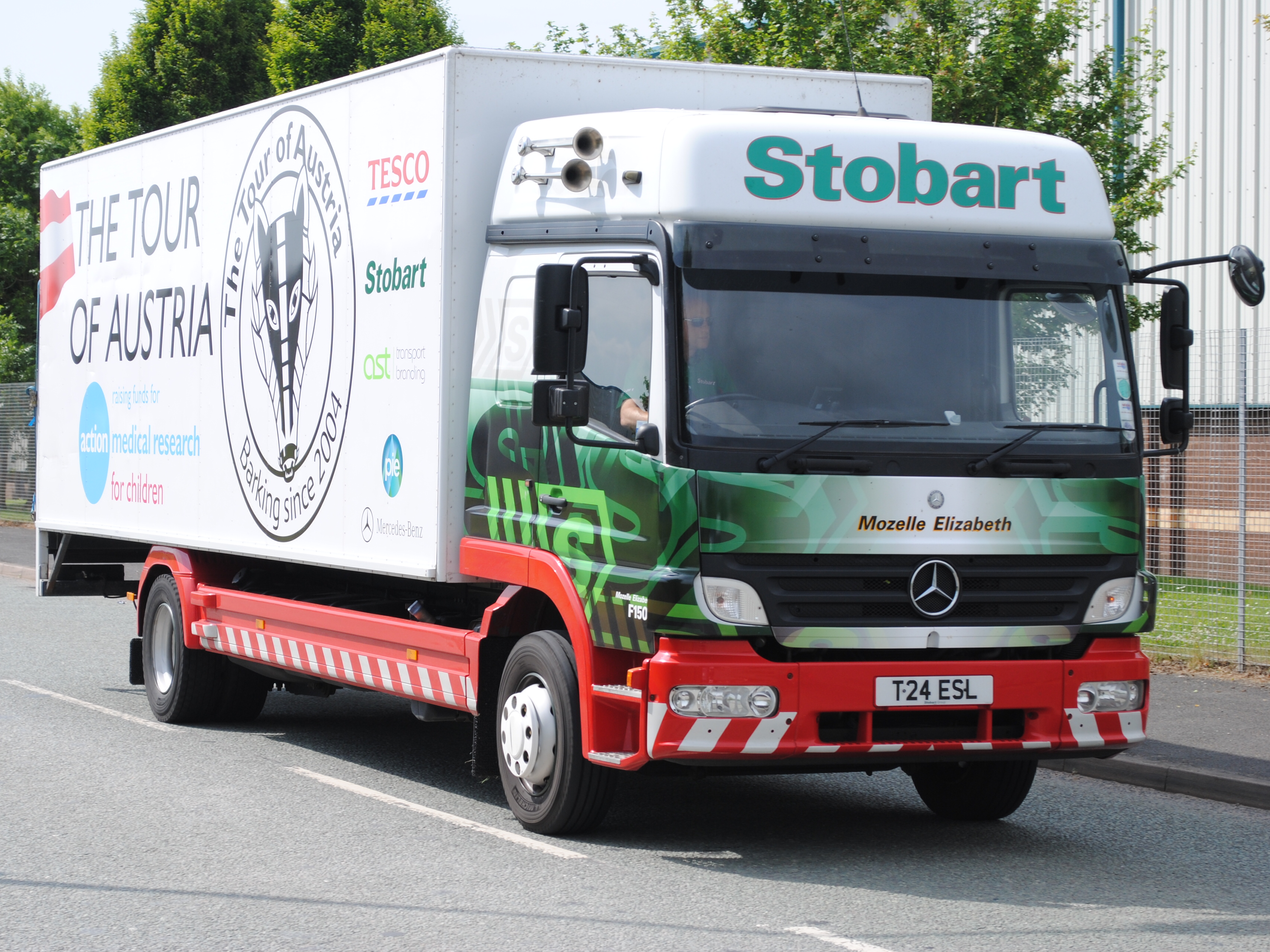
Atego po faceliftu v roce 2004

Na IAA užitkových vozidel roku 2004 konečně přišel facelift, ve kterém byly zvětšeny směrovky (blinkry) a příď byla více sladěna s novým Actrosem (nabízený od března 2003). Motory zůstaly, ale nově mohly být vybaveny novou hydraulicky ovládanou převodovkou s názvem G131-9 nebo obdobně novou G85-6 s automatickým řazením Telligent (jedna z technologií Actrosu), který mimo jiné přebírá také řízení brzdění a asistenčních systémů (ABS, ASR, BAS atd.) a nabízí další funkce, jako je kontrola náklonu. Koncem roku 2005 byla nabídka motorů rozšířena o nový řadový čtyřválec, který se vzhledem ke své výrazně nižší hmotnosti oproti řadovému šestiválci OM 906 LA vyplatí zejména v segmentu 11,99 tuny citlivém na užitečné zatížení. Výkon Atega x17 také vzrostl o 7 koní na současných 177 koní (a o 5 Nm na 675 Nm) a stalo se Ategem x18.
Kromě toho byl přepracován celý interiér, který od té doby působí vysoce moderně, téměř jako osobní auto a je k dispozici ve třech různých verzích: jako distribuční, dálková a komfortní varianta, přičemž všechna vozidla jsou vybavena distribučním kokpitem standardně, ale za příplatek jej lze vybavit dalšími dvěma typy. Další důležitou novinkou byla rozšířená lůžka, která jsou nyní dostatečně široká 64,5 cm (dole) a 70 cm (nahoře) a pro větší pohodlí mají pevný lamelový rošt. 

## 2. generace (2013)
Druhá generace, známá jako New Atego, přišla na trh v létě 2013. Zároveň bude i nadále nabízena předchozí řada. Nová generace je první řadou Atego, která má motory splňující normu Euro 6.

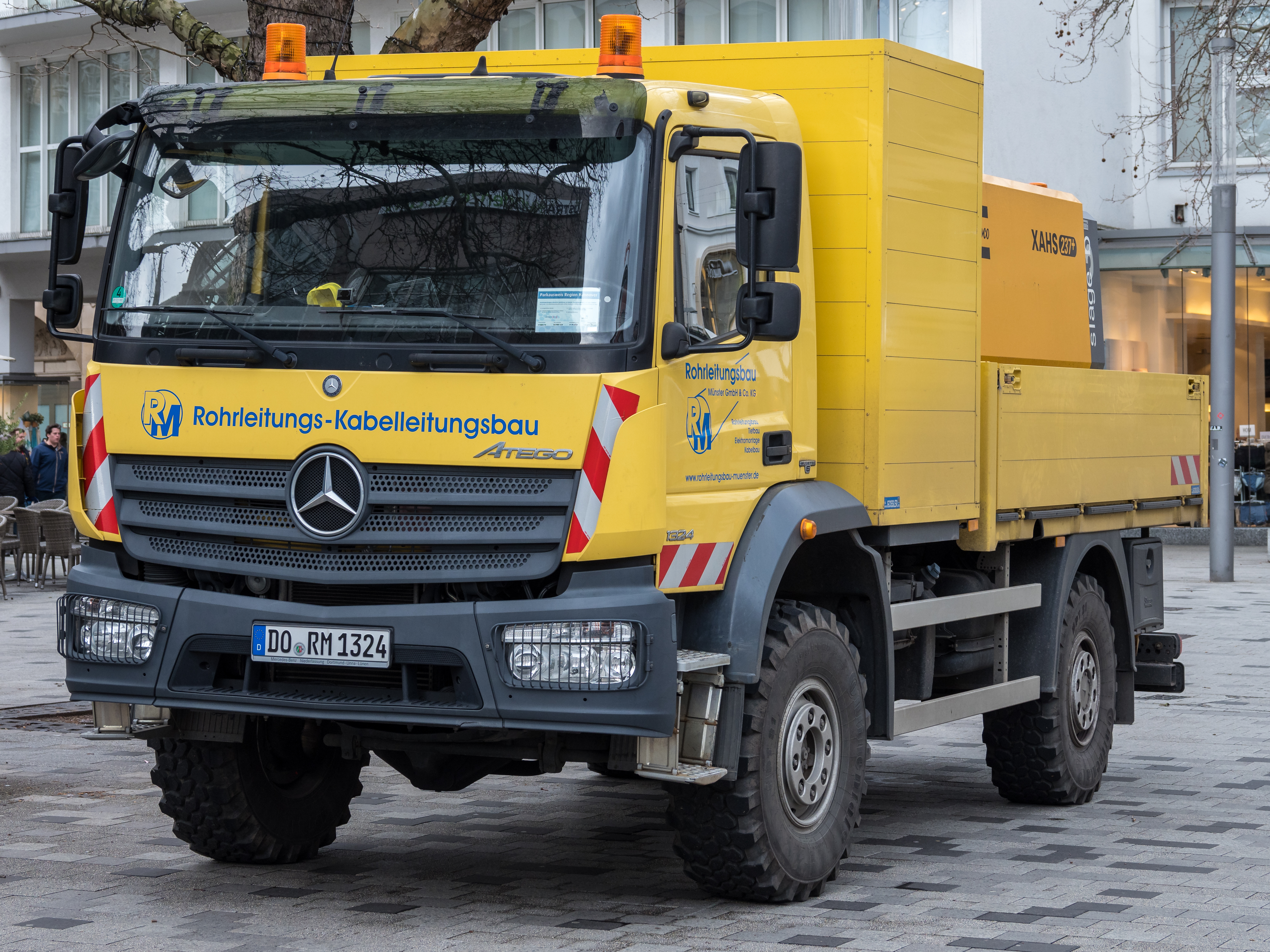
Atego 1324
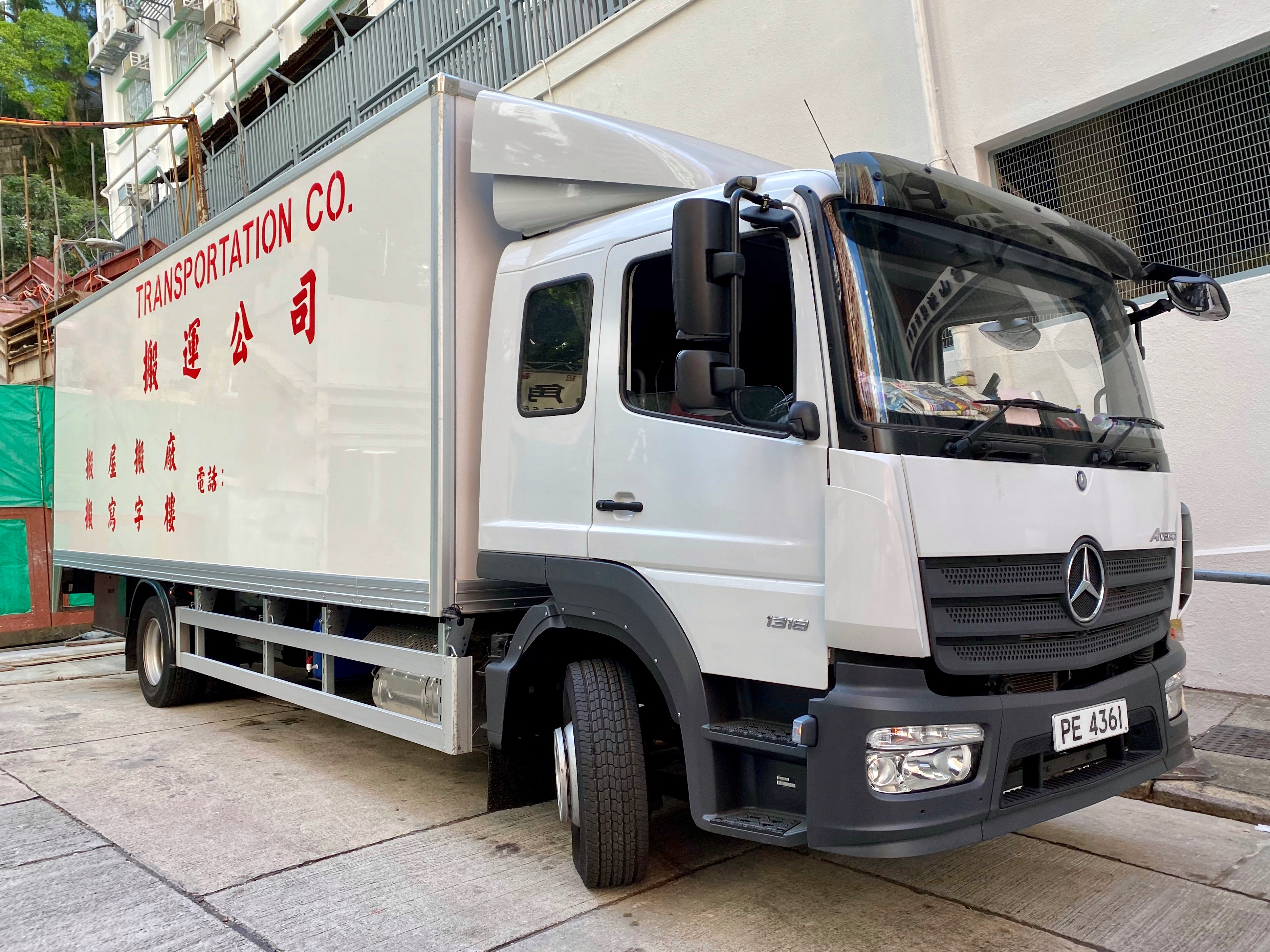
Atego 1318
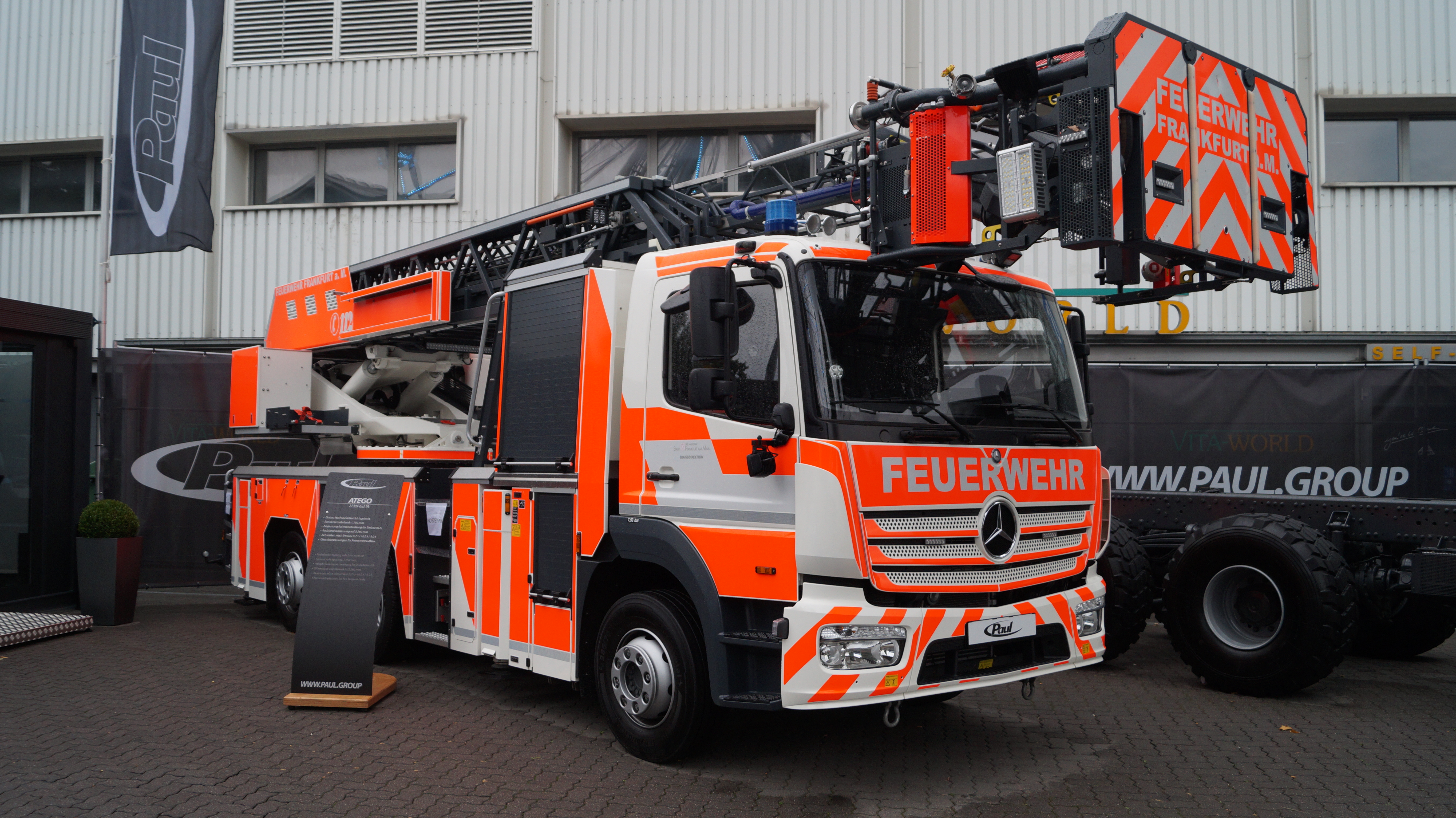
Atego 2130 F 6x2
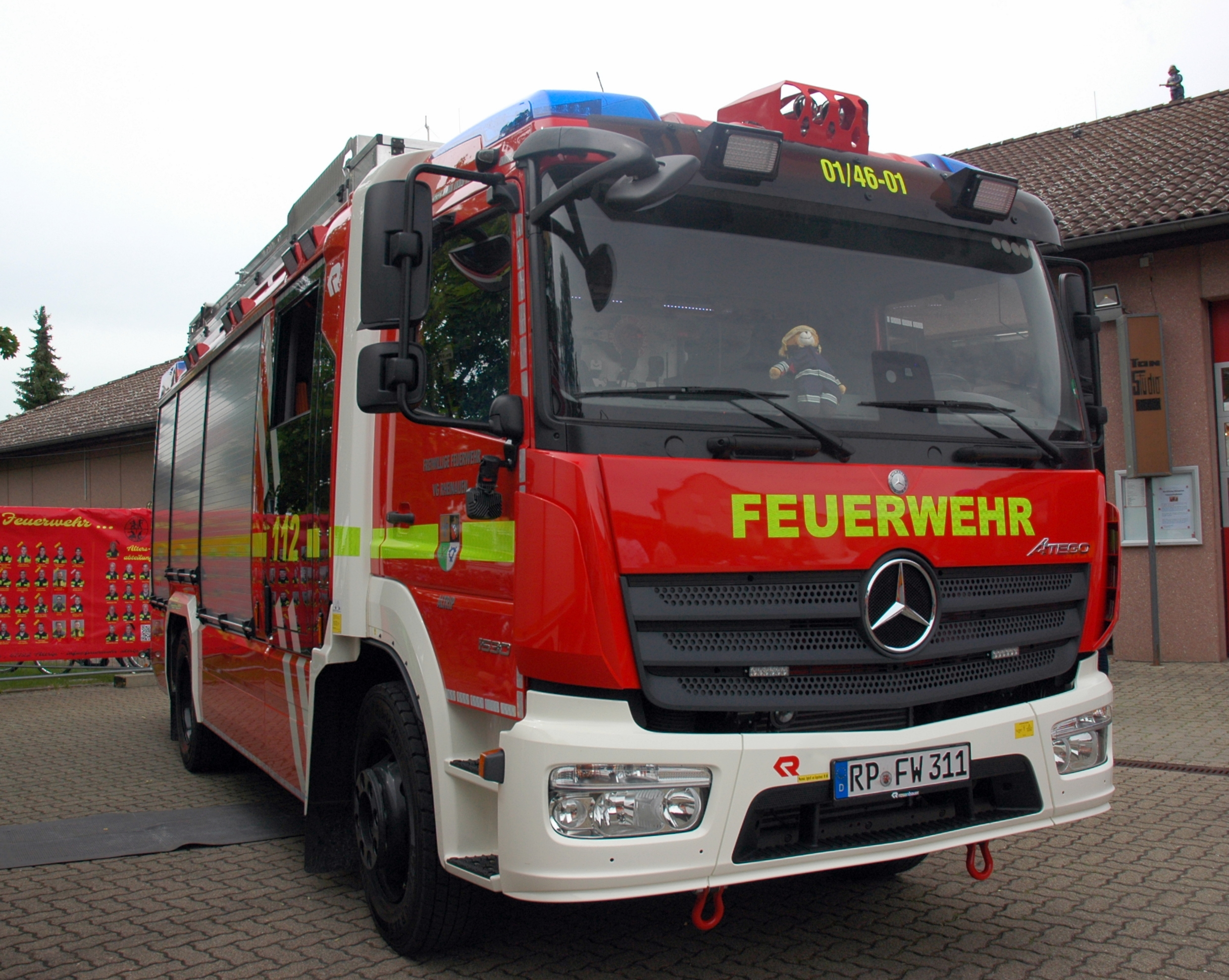
Atego 1530 F

## Atego Hybrid
Od roku 2010 se Atego rovněž vyrábí jako hybridní vozidlo, kdy standardní naftový motor 4,8 l s výkonem 160 kW je doplněn elektrickým motorem s výkonem 44 kW. Napájení elektrického motoru přes vzduchem chlazené lithium-iontové akumulátory, součástí výbavy je automatizovaná převodovka a také systém START/STOP. System START/STOP napomáhá snižování emisí CO2 tím, že při zastavení v kolonách či na křižovatkách umožňuje vypnutí motoru vozidla. Využití této technologie je vhodné zejména pro použití ve městech, kde snižuje míru znečištění ovzduší.
Podovozky včetně přístrojové desky a pracoviště řidiče se využívají pro stavbu autobusů ve Španělsku a v Polsku (zde jde o značku Apollo firmy Automet v městě Sanok).